# 曾志偉
曾志偉，MH（1953年4月14日—），香港男藝人、演員、電視節目主持人和影視製作人。曾志偉以龍虎武師出身，其後成為電影演員以及電視節目主持人，並以於《獎門人系列》中擔任「獎門人」為人所知。同時亦投資、策劃及參與電影製作，在主持，演员及导演三方面颇有成就，現為香港無綫電視總經理（節目內容營運）。曾志偉是1980年代香港新藝城的创作主力之一，以喜剧形象参与《最佳拍檔》《最佳福星》系列电影演出，其后凭《雙城故事》获得香港電影金像獎最佳男主角。1992年加入無綫電視，伴隨陳百祥，率領錢嘉樂主持《獎門人系列》遊戲節目，創下高收視。他還擔任香港演藝人協會名譽會長。

## 生平

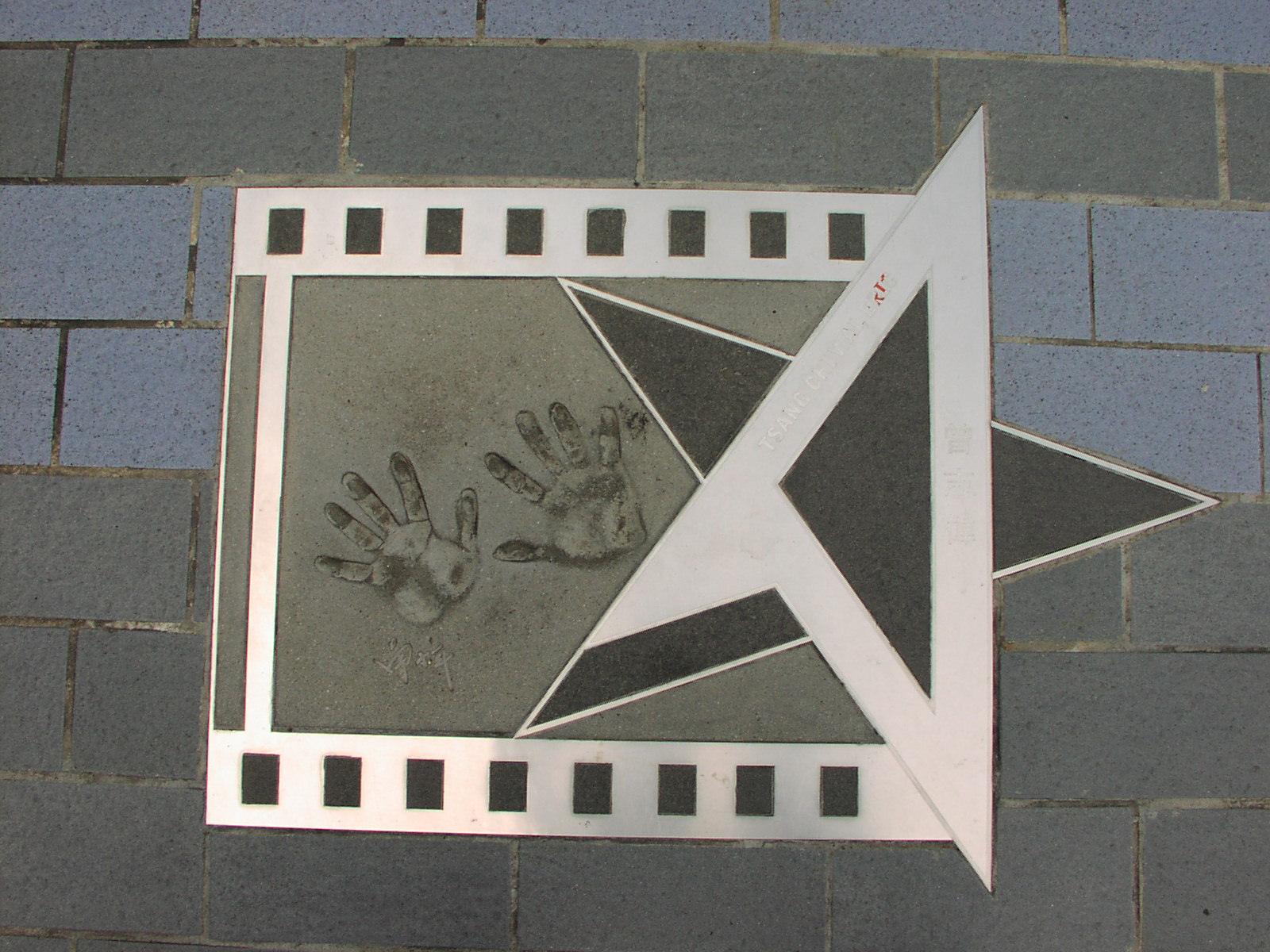
曾志偉在香港星光大道的手印及簽名

### 早年背景
曾志伟的父亲曾啟榮，是連同吕乐和韩森同时期的警员，离职前为军装警署署长，年輕時跟譚詠麟的爸爸譚江柏既是廣州交通督察同事，也是足球隊隊友，所以兩家份屬世交，交情匪淺。曾啟榮於1974年被廉政公署調查，1975年被判有罪（案件編號 CAAR7/1975），但他於上訴期間潛逃，定居台湾，餘生被通緝至2011年病逝。曾志偉為香港特區政府商務及經濟發展局前局長馬時亨的表弟，也為曾勵珍堂弟。
曾志偉年轻时喜歡粵曲，常唱花旦的尖嗓，导致如今声线沙啞，又因乃父為足球教練而開始踢球。他早年就讀德信學校，在聖芳濟書院中五畢業後，曾任職業足球運動員，效力過星島預備組，並曾入選香港青年代表隊參加1973年在伊朗德黑蘭舉行的亞青盃。

### 演艺生涯
一次偶然的機會下，經洪金寶介紹進入娛樂圈。1972年，19歲的他在邵氏電影《十四女英豪》中出演番將，正式開始其演藝生涯。1974年，被劉家良賞識，因而遠赴台灣，加入張徹的「長弓電影公司」當龍虎武師。1976年回港發展，並跟隨洪金寶和成龍先後在「邵氏」、「嘉禾」、「羅維影業」等電影公司中工作。
隨著香港武俠片市場的滑落，武行工作只能夠維持生活，在朋友的建議下，從小擅長講故事的曾志偉，開始嘗試電影幕後工作。第一部幕後作品是《李三腳威震地獄門》（1977），擔任副導演和演出。1978年編寫了第一個電影劇本《老虎田雞》。1979年，曾志偉執導其首部影片《踢館》。任編導期間，曾志偉多次客串演出小角色。
1980年加入新藝城，連同麥嘉、石天、黃百鳴、徐克和施南生、泰迪羅賓成立七人小組，為1980年代香港影壇大放異彩。當中曾志偉在《追女仔》（1981）中開始擔當喜劇演員，執導了大破香港賣座紀錄的《最佳拍檔》（1982）和《最佳拍檔大顯神通》（1983）﹐成為80年代其中一位「開心果」。另外連同洪金寶、馮淬帆、吳耀漢、岑建勳及秦祥林主演《五福星》系列電影，及參與王晶《精裝追女仔》系列電影，當中不少的對白令人印象難忘。
曾志偉由《失婚老豆》（1984）便開始演出一些非喜劇的角色，而《最後勝利》（1987）更被影評人與觀眾廣受讚賞，演出亦轉向多元化，不會獨枯一味只演出喜劇。曾志偉終於憑著《雙城故事》（1991）和《甜蜜蜜》（1996）得到香港電影金像獎的「最佳男主角」和「最佳男配角」殊榮。
1988年起﹐曾志偉更先後創辦了「好朋友」、「兒童城」以及1990年代初大受觀眾歡迎的「UFO電影人」等電影公司。其中「UFO電影人」當年更被認為是1990年代「新藝城」的再版，出品了多部出色傑作，如《風塵三俠》（1993）、《金枝玉葉》（1994）、《仙樂飄飄》（1995）、《天涯海角》（1996）等影片。让默默无闻的陈可辛导演一举成名。其中1995年，UFO電影人公司更簽下唯一經理人合約藝人陳慧琳。陳慧琳出道參演了不少UFO電影人公司的電影。
2000年科網熱潮期間，曾志偉連同好友譚詠麟及陳百祥合組東方魅力公司，廣邀多位藝人合夥，原意是「合組東方當紅明星」的公司，因此英文名字是「stareast」（有東方明星的意思），並曾於香港交易所上市，但科網熱潮爆破後賣盤。

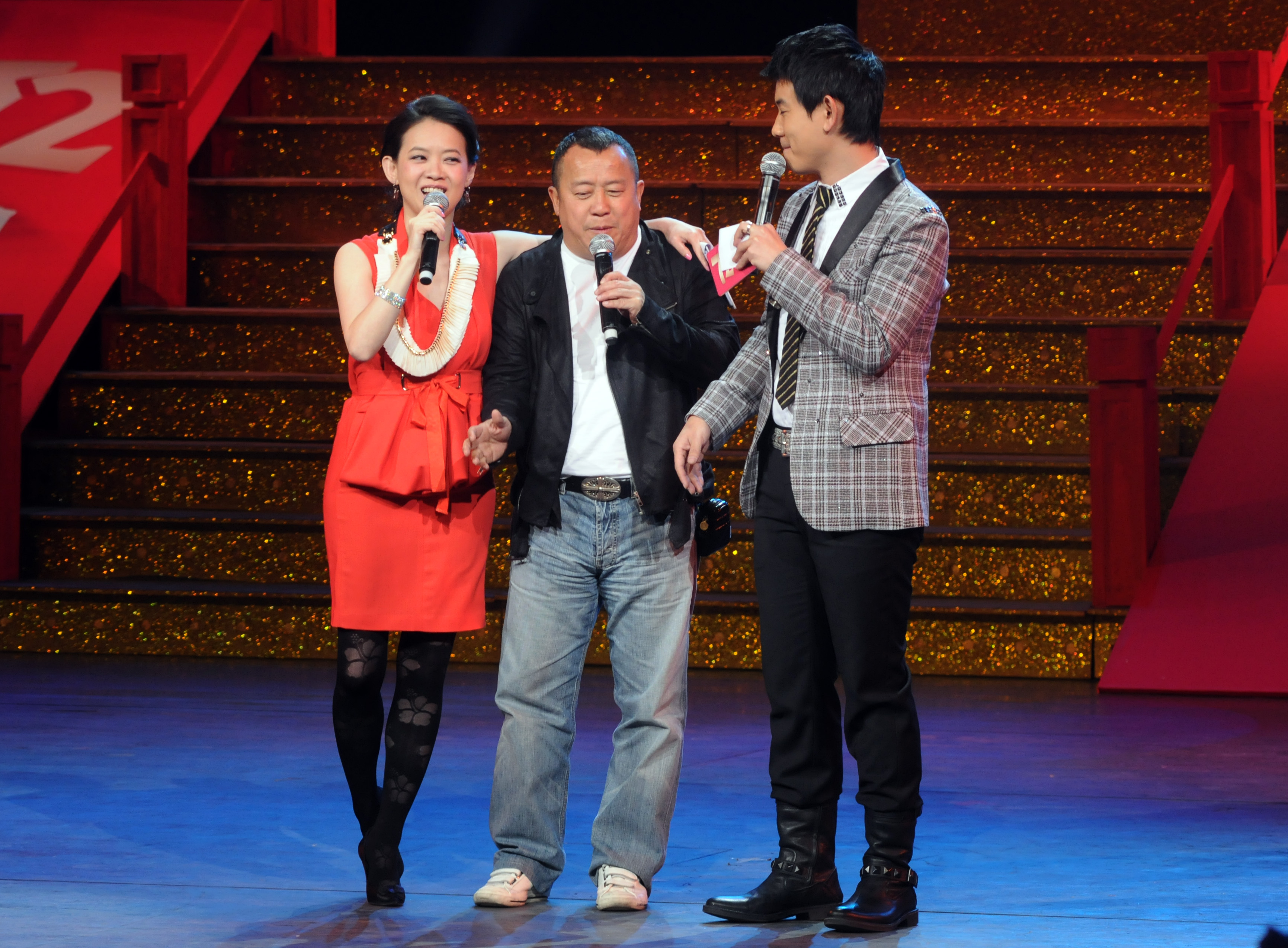
2010年，曾志偉與長女曾寶儀（左）在電影《72家租客》南京首映禮

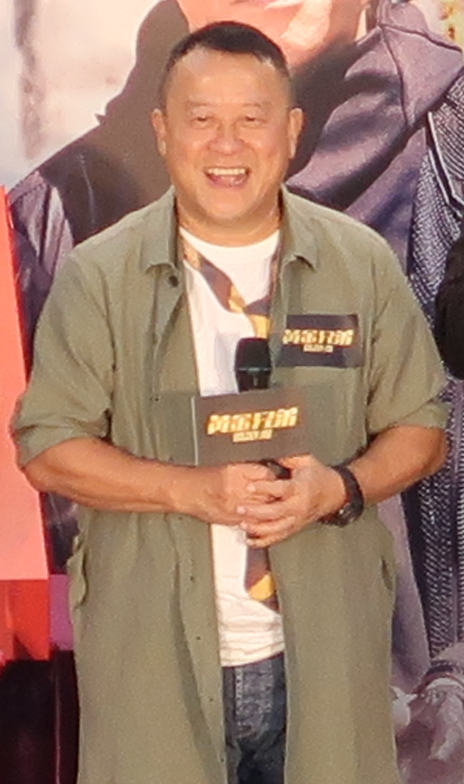
曾志偉在2018年出席電影《黃金兄弟》首映禮

2017年與效力25年的老東家無綫電視結束合約，並與王祖藍合資成立「手工藝創作」公司。同年在黎芷珊主持的節目《最佳拍檔》中與陳百祥、鄭丹瑞一同受訪。當中，曾志偉憶起已故藝人沈殿霞（肥姐），說她對自己的影響最深，因以前主持長壽節目《歡樂今宵》，在她面前自己才有機會做靶位，肥姐常常呼喝他：「作死呀！」然後就大笑，觀眾也一起大笑。
2021年1月21日，應邀重返無綫電視，擔任副總經理（綜藝、音樂製作及節目）兼行政委員會特別顧問，全面負責綜藝及資訊娛樂節目板塊。重返無綫後的第一個任務就是重整星夢娛樂與HKRIA促成破冰。2021年9月27日，曾志偉獲無綫電視升任為總經理（節目內容營運），以全面負責無綫電視的主要內容營運，包括各類內容如合拍劇集、綜藝節目、音樂節目的製作，乃至節目採購及策劃。

### 主持生涯
1980年代末，曾志偉曾出任亞洲電視大型綜藝節目的主持，1987年因與林敏驄主持林的胞姐林敏怡作品展《林敏怡 傾城之夜作品演唱會》成為好拍擋，兩人並獲得香港亞洲電視策劃人周梁淑怡主持搞笑節目《開心主流派》，開創搞笑文化，當中環節「開心字典」中曾教授和林班長的越怪另類解生字更令人印象難忘。周梁淑怡下台後，1992年1月獲節目製作總監吳雨的邀請，並得到譚詠麟、梅艷芳等人的支持下，加入無綫電視，成為「金牌司儀」，常年為《香港小姐競選》、《十大勁歌金曲頒獎典禮》等大型節目擔任司儀，亦是《香港電影金像奬》甚具代表性的司儀之一及參予幕後工作。1995年起為無綫電視主持創下高收視的《獎門人》系列遊戲節目——《超級無敵獎門人》、《天下無敵獎門人》、《宇宙無敵獎門人》、《繼續無敵奬門人》等等，至2005年7月結束。但曾志偉於2008年主持全新一輯《獎門人》節目《鐵甲無敵獎門人》，及三集前傳《奬門人取犀Game》。2008年7月間，再和林敏驄於香港九龍灣國際展貿中心主持《棟溝笑》talk show。共六場的門票收益將撥捐予四川地震災後重建及助養孤兒計劃。2010年再次主持《獎門人》節目《超級遊戲獎門人》。

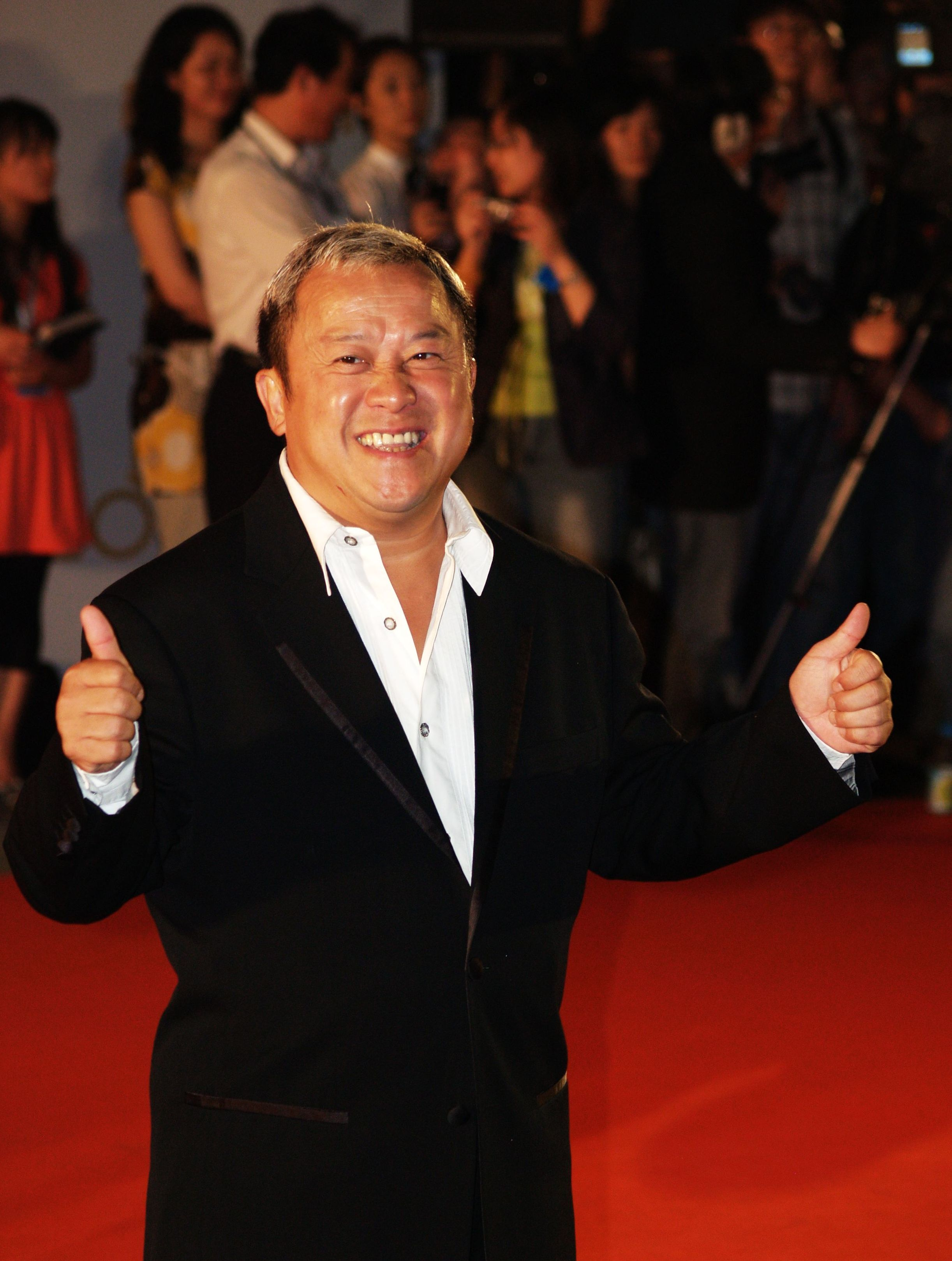
曾志偉出席2007年的上海國際電影節

## 榮譽名銜
曾志偉熱愛足球運動，現為明星足球隊活躍分子，而他亦是香港賽駒卡加小子、卡加大師、卡加精神、卡加動力、扎西德勒（已退股）、表表馬、莫浪求、超級綠洲、心常樂、有何不可、如珠如寶，澳門賽駒品自高、當下、放下、幸運金、不醉無歸的馬主。
他亦是日之泉JC晨曦足球隊的名譽會長之一。此外，他亦是高爾夫球發燒友，是香港華人業餘高爾夫球協會的創辦人，並擔任主席。
曾志偉擔演電影中代表作不少，亦拿過多項獎項，包括1992年憑和譚詠麟，張曼玉主演的《雙城故事》奪得香港電影金像獎最佳男主角；1997年，再憑《甜蜜蜜》入圍台灣金馬獎，及獲得香港電影金像奬最佳男配角，1998年則以《愈快樂愈墮落》獲得金馬獎最佳男配角。《無間道》的黑社會大佬「韓琛」也是他最具代表性的角色之一。
2006年6月18日，在「世界傑出華人獎暨美國科羅拉多哈頓大學榮譽博士」頒獎禮，獲得榮譽博士。
2007年12月22日，曾志偉偕藝人鄭裕玲、港鐵主席錢果豐、旅發局主席田北俊、寶蓮寺住持釋智慧、行政會議召集人梁振英等出席昂坪360重開前的試搭活動。
2008年7月1日，獲香港特區政府頒授榮譽勳章。
曾志偉和戚美珍合作投資香港社會企業素食餐廳，並透過香港慈善機構「龍耳」聘請聾人。由於他積極協助聾人就業，於2011年4月3日，獲平等機會委員會和香港失明人互聯會聯合頒發「無障礙英雄」榮譽。
2011年10月27日，曾志偉獲日本國家旅遊局宣佈任命為「日本旅遊親善大使」 ，並於訊息影片中自言最喜歡日本。。

## 創業
- 自家烏冬：曾志偉同和味達人鄭威濤合辦的烏冬專門店，其自家製烏冬以煙韌彈牙而聞名，菜式如獎門人湯烏冬、Soup咖喱雞肉、鹿兒島六白黑豚鍋飯和冬蔭公石頭鍋烏冬等。
- Ramen Champion：投资的拉麵店「Ramen Champion」，香港設佐敦店及九龍灣店。
- 老爺廚房：於香港九龍城開設的西餐廳，2018年2月開業[28]

## 爭議

### 卷入「鄔公奇案」
鄔友正與1997年港姐冠、亞軍翁嘉穗及李明慧的三角關係，被稱「鄔公奇案」，戲劇性發展令不少藝人議論紛紛，並指鄔友正花心及翁嘉穗搶人男友。其後鄔友正就曾志偉、陳煒、呂良偉、張智霖、伍詠薇及袁詠儀發表之言論發律師信，告六人誹謗，要求公開道歉後來無綫介入，要藝人在節目《城市追擊》道歉，但部分人不肯，最終只得曾志偉道歉。

### 遇袭案
2001年1月曾志伟在某颁奖典礼中，暗讽商業電台董事兼总裁俞琤。同年7月6日在界限街的Island Green Club酒吧遭三名大漢伏擊頭臉嚴重受傷，頭頂及額角合共縫上二十九針，事件再令娛樂圈震撼及嘩然，認為黑社會力量已浸透娛樂圈，而這次襲擊事件被指與曾志偉早前禍從口出，得罪了別人有關，警方最後將目標鎖定是黑社會新義安所為，容祖兒亦曾因此事而被西九龍總區重案組探員拘捕及問話。

### “迷幻饭局”掌掴黄浩
2012年10月，徐濠萦等艺人光顾黄浩参与投资的餐馆为友人庆祝生日，结账时投诉餐馆滥收费。11月下旬，多家香港媒体报道这次饭局多位艺人涉嫌吸食大麻、摇头丸。黄浩證實有短片证据在手，并协助警方调查。12月5日，曾志伟、黄浩和太太徐淑敏出席落選港姐郑嘉雯婚宴，传闻曾志伟饮至醉醺醺时，和黄浩发生争执，其间有人向黄浩掌掴，混乱中，洪天明等人拉开两人。争执期间有4名男子把黄浩拉入麻将房，徐淑敏入房找老公时亦被恐吓不准报警。事后，黄浩报警声称遭曾志伟掌掴，并到医院验伤，当时警方以殴打伤人案处理，并邀请部分人士返警署助查。当晚曾志伟在苗侨伟等好友陪同下到警署，曾志伟否认打人，苗侨伟等也声称没有看到有人打人。
2012年12月19日，曾志伟遭警方拘捕，以“普通袭击及刑事恐吓案”处理，後獲保释。同日，黄浩餐厅董事局发声明，指饭局事件中的艺人攻击店铺滥收费用全属诽谤。

### 蓝洁瑛性侵疑云
2013年12月，壹週刊发布了一个访问影片。影片内容为蓝洁瑛亲述自己早年遭到两位“影坛大哥”性侵的经历。影片中对话人提出了两位“影坛大哥”的名字，但此錄音被删除掉。此影片并非媒体安排的访问，而是一位匿名人士寄给媒体的。
2018年1月10日，娱乐记者卓伟在新浪微博公布了一个影片，声称为2013年蓝洁瑛访问影片的原影片。此影片中，与蓝洁瑛对话的人点出了曾志伟和邓光荣为蓝洁瑛的性侵者。当天，曾志伟通过新浪微博发出声明否认，声称视频不是原视频。专家指出2018年卓伟公布影片有杂音；而2013年公布的影片已消了音，并用电脑把女对话人的声音变成男声。所以2018年卓伟公布的影片更接近原影片，不可能是按照2013公布的影片而剪裁制成的。专家推断，2018的影片只可能来自录制人收藏的原片，有相当高的可靠性。而網友也翻查出《明報周刊》亦有報道1998年年尾曾志偉見藍潔瑛父母去世後心情抑郁，邀請藍潔瑛去新加坡探班，与影片中吻合。
2018年1月11日，认证身份为金牌模女教母的韩颖华通过“韩姨在此”账号发文爆料曾志伟“不止一次性侵女艺人”，并且变相“扯皮条”，称曾志伟和其他男子曾迷晕七名女模特，把她们拽上车，其中一名侥幸逃脱。曾志伟方面对于韩颖华的实名指控并无回应。
2018年1月17日，曾志伟在律师的陪同下，召开记者会，驳斥性侵疑云，曾志伟表示：“最近网络上出现很多不实的报道已经影响我的声誉，对我的家人子女造成不必要的伤害，我有必要站出来公开回应。针对蓝洁瑛的那些影像，韩女士的那些不实指控，都走法律手段，走法律程序维护声誉，影像是2006年，我已经提告诽谤，多年后有心人再拿出来利用，希望透过法律还我公道，恶意中伤他人的坏风气，可以早日停止。他们这些人利用网友不知情，浑水摸鱼消费大众，觉得很悲哀，以往我都不闻不问，为何要给对方炒作机会呢？但我现在深深明白，网络世界网络暴力越来越严重，对相关人的伤害是一世的，所以我希望这个事件的被害者越来越少，接受任何形式调查。我志伟今天跟大家公开回应，以后就不会再回应了，辛苦大家了。”
2018年俄羅斯世界杯，ViuTV邀請曾的好友林敏驄與梁漢文主持「Good Night Show全民星戰」，Viutv邀請林的目的是借林經常口不擇言公開踢爆曾志偉與藍潔瑛的關係，間接令林及曾從此消失香港娛樂圈，怎料林敏驄於節目隻字不提曾志偉。結果Viutv抹黑計劃失敗但又要死雞撐飯蓋，於是便找英皇集團旗下雜誌東方新地去批評林敏驄主持沉悶及騷擾女嘉賓鄧月平，怎料鄧有回應事件兼為林的行為作出辯護，令Viutv自曝其短承認英皇批評林敏驄是創辦人李澤楷指示，因為李澤楷在2008年資助時任女友及其三個孩子的親生母親梁洛施與英皇在合約問題上打官司獲得勝利，令英皇集團對任何來自李嘉誠家族的命令必須百分之百執行，否則李嘉誠家族就會公開踢爆英皇的不光彩的歷史。加上林敏驄為最後一個香港藝人有能力用作品威脅曾志偉及其好友譚詠麟，Viutv公開批評林敏驄等同封殺林之餘，也為藍潔瑛事件對曾志偉作出平反，更令#MeToo事件無法在香港發展。

### 強暴戲被指侵犯女演員
曾志偉导演的電影《安樂戰場》中強暴戲是「打真軍」，因女演员余倩雯呼叫时，曾志伟以为是她太入戏而没有停止拍摄，令她遭男演员“霸王硬上弓”，直到有人骂粗口，曾志伟才醒觉出事。

### 大馬女模親嘴「禮貌」論
2022年9月30日，曾志偉現身馬來西亞模特兒黎峇菈慶生，唱畢生日歌後主動走到黎峇菈身旁，俯身嘴對嘴親吻。事後曾志偉回應傳媒表示，自己並不認識黎峇菈，但生日獻吻是禮貌的表現。

### 為緬北電信詐騙頭目拍片慶生
2023年11月，中國政府與緬北當局就緬北詐騙展開聯合清剿行動之際，網傳多位中港明星曾以拍攝影片方式，祝賀前果敢自治区领导委员会主席白所成的二兒子、亨利賭場總經理兼蒼勝電詐園區創辦人白應蒼30歲生日快樂，當中就有曾志偉。對此，曾志偉表示自己是應一位內地朋友的邀請拍片，以慶祝朋友的朋友生日。日後如果是不熟悉的朋友提出拍片請求，他會一概拒絕。

### 「三只羊」争议
2024年8月21日，中国大陆网络红人张庆杨（小杨哥）、张开杨（大杨哥）开办的“三只羊网络 （页面存档备份，存于）”在香港开设分公司，曾志伟成为该公司的老板。9月1日起，辛有志开始抨击和爆料小杨哥，起因是两方都带货了“蟹太太品牌”的大闸蟹，但价格机制和规格不一致。9月3日，曾志伟修改抖音号主页，删除了所有和三只羊有关的信息。但在9月4日晚，曾志伟在抖音发布和小杨哥、大杨哥的合照，并称“我们好好的”。
此外，三只羊旗下的「瘋狂小楊哥」及其他主播直播間于2024年9月推销过一款名为宣称是來自香港高端品牌的「美誠月餅」，曾志伟和儿媳王敏奕曾在该直播间出镜推销。而「美誠月餅」在香港没有销售网点，其生产厂在广东广州和佛山，所属公司“香港美誠食品集團有限公司”实际上是在香港注册的空壳公司。在9月15日举行的2024年度香港小姐競選决赛期间，有记者向曾志伟提及此事件，曾志伟避而不谈，将话筒交还给记者结束采访。9月17日，合肥高新区市场监督管理局表示，已对三只羊公司在直播中涉嫌“誤導消費者”等行為立案调查。

## 私人生活

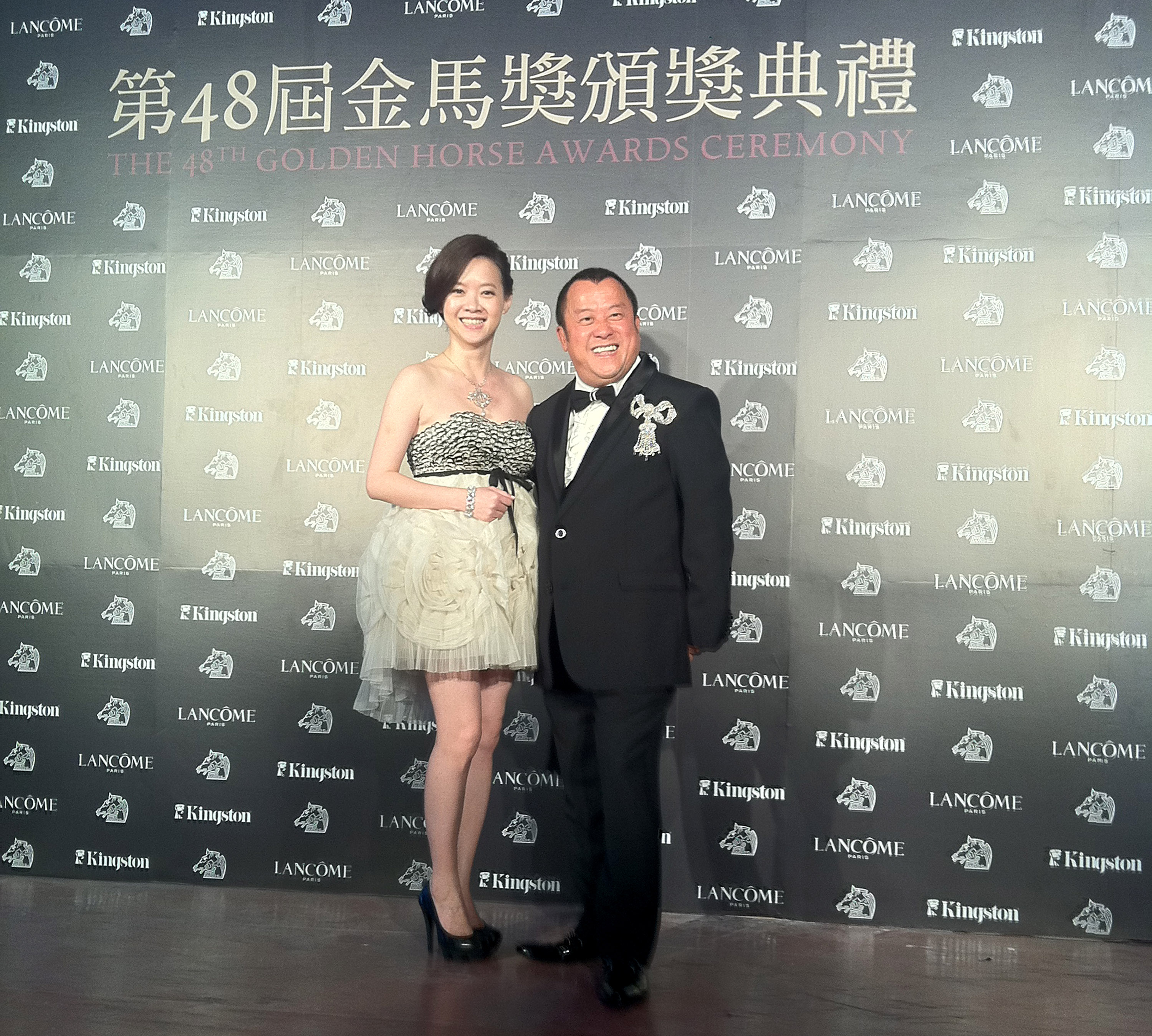
曾志偉與長女曾寶儀出席第48屆金馬獎頒獎典禮

曾志偉有兩段婚姻，四個子女。他和第一任妻子「寶媽」王美華育有長女曾寶儀和小女曾詠儀，婚姻維持3年。他和圈外人朱锡珍（名字常被誤傳為宋丽华）同居后，育有長子曾國祥和幼子曾國猷，89年注冊結婚，其后朱錫珍帶同兩子移居加拿大溫哥華，夫妻分居20餘年。2020年初，朱錫珍從加拿大返港就醫，同年8月在香港养和医院因癌症病逝。
曾志偉圈中交友广阔，如成龙，陈百祥，譚詠麟，劉德華，梅豔芳及柯受良等。曾志偉於《志雲飯局》中透露一生最傷心的事是梅艷芳的離世，也因眼淺而沒有見到沈殿霞最後一面而後悔不已。譚詠麟曾經透露其首本名曲《一生中最愛》為曾志偉的催淚歌，皆因此曲為兩人都有份主演的《雙城故事》主題曲。
曾志偉在香港、澳門以至澳洲、纽西兰都擁有純種馬，包括“卡加小子”等；當中以澳門訓練的“獎門人”最為有名。
曾志偉也是出名的“酒筲箕”，每次出席朋友的生日派對、婚禮最後都必定酩酊大醉兼需要好友扶其離場，有時候更不過半場時間已被勸離。

## 政治傾向
2006年11月，曾志偉成为中国文学艺术界联合会首批港澳会员。2007年1月，曾志偉當選廣州市政協委員。2011年1月，曾志偉當選廣東江門市政協常委。由于档期冲突等原因，曾志伟连续四年缺席江门政协会议，被共青团中央机关报《中国青年报》点名批评“老是请假当什么政协委员”。 2015年2月5日，曾志伟表示已致电请辞江门市政协常委一职，并对此事表示歉意。

## 作品

### 電影（1970年代）
| 年 份  | 片 名              | 角 色          | 職 務            | 合 作 演 員 | 備 註 |
| 1972年 | 十四女英豪         | 番將           |                  |             |       |
| 1973年 | 大丈夫與騷寡婦     |                |                  |             |       |
| 1973年 | 老虎燕星           |                |                  |             |       |
| 1974年 | 少林五祖           |                |                  |             |       |
| 1974年 | 鐵金剛大破紫陽觀   |                |                  |             |       |
| 1974年 | 中泰拳壇生死戰     |                |                  |             |       |
| 1974年 | 哪吒               | 哪吒師弟       |                  |             |       |
| 1974年 | 烏龍教一           |                |                  |             |       |
| 1975年 | 千里單騎追兇       |                |                  |             |       |
| 1975年 | 神打               |                |                  |             |       |
| 1975年 | 洪拳小子           |                |                  |             |       |
| 1975年 | 脂粉大煞星         |                |                  |             |       |
| 1976年 | 陸阿采與黃飛鴻     |                |                  |             |       |
| 1977年 | 李三脚威震地獄門   | (大力水手卜派) | 副導演           |             |       |
| 1977年 | 鐵拳小子           |                |                  |             |       |
| 1977年 | 發錢寒             |                |                  |             |       |
| 1977年 | 白馬黑七           |                |                  |             |       |
| 1977年 | 黃飛鴻四大仆街     |                |                  |             |       |
| 1977年 | 三德和尚與舂米六   |                |                  |             |       |
| 1977年 | 洪熙官             |                |                  |             |       |
| 1977年 | 入冊               |                |                  |             |       |
| 1978年 | 出鐘               |                | 出品人           |             |       |
| 1978年 | 南天震威           |                | 執行監製、副導演 |             |       |
| 1978年 | 肥龍過江           |                | 副導演           |             |       |
| 1978年 | 贊先生與找錢華     |                | 副導演           |             |       |
| 1978年 | 老虎田雞           |                | 編劇             |             |       |
| 1978年 | 盲拳、怪招、神經刀 |                |                  |             |       |
| 1979年 | 踢館               |                | 導演             |             |       |
| 1979年 | 無招勝有招         |                |                  |             |       |

### 電影（1980年代）
| 年 份  | 片 名                 | 角 色      | 職 務              | 合 作 演 員                                                            | 備 註                                 |
| 1980年 | 破戒大師              |            |                    |                                                                        |                                       |
| 1980年 | 賊贓                  |            | 導演               |                                                                        |                                       |
| 1980年 | 鹹魚翻生              | 神槍手     |                    |                                                                        |                                       |
| 1980年 | 孖寶闖八關            |            |                    |                                                                        |                                       |
| 1981年 | 猫頭鹰                | 大白鯊     | 策劃               |                                                                        |                                       |
| 1981年 | 追女仔                | 高佬泉     |                    | 石天                                                                   |                                       |
| 1981年 | 鬼馬智多星            | 殺手       | 故事               |                                                                        |                                       |
| 1981年 | 何方神聖              |            | 導演               |                                                                        |                                       |
| 1982年 | 小生怕怕              | 譚冠       | 策劃               | 譚詠麟、姜大衛、王青、黃百鳴、鄭文雅                                   |                                       |
| 1982年 | 夜驚魂                |            | 策劃               |                                                                        |                                       |
| 1982年 | 最佳拍檔              |            | 導演               |                                                                        |                                       |
| 1982年 | 彩雲曲                |            |                    | 劉德華                                                                 |                                       |
| 1982年 | 大追擊                |            |                    |                                                                        |                                       |
| 1982年 | 難兄難弟              | 擦鞋仔     |                    |                                                                        |                                       |
| 1983年 | 我愛夜來香            |            |                    | 林子祥、泰迪羅賓、林青霞                                               |                                       |
| 1983年 | 專撬牆腳              | 石燕子     |                    | 石天、劉瑞琪                                                           |                                       |
| 1983年 | 少爺威威              | 余明       |                    | 譚詠麟、鄭文雅、莊文清、王青                                           |                                       |
| 1983年 | 最佳拍檔大顯神通      |            | 導演               |                                                                        |                                       |
| 1984年 | 開心將軍              |            |                    |                                                                        |                                       |
| 1984年 | 大小不良              |            | 導演、監製         | 岑建勳、張艾嘉、小彬彬、楊雪儀                                         |                                       |
| 1984年 | 多情種                | 洛奇       | 策劃               |                                                                        |                                       |
| 1984年 | 笑匠                  |            | 製片               |                                                                        |                                       |
| 1984年 | 失婚老豆              | 小鋼砲     | 策劃               |                                                                        |                                       |
| 1984年 | 上天救命              | 麥斗       | 策劃               | 鍾楚紅、黃韻詩、吳耀漢、秦祥林、秦沛                                   |                                       |
| 1985年 | 開心三響炮            | 啄木鳥     | 策劃               | 陳友、陳百祥、古嘉露、恬妞                                             | 台譯：快速連環炮                      |
| 1985年 | 福星高照              | 羅漢果     | 策劃               | 洪金寶、馮粹帆、吳耀漢、胡慧中、曹達華                                 |                                       |
| 1985年 | 夏日福星              | 羅漢果     | 策劃               | 洪金寶、馮粹帆、吳耀漢、胡慧中、曹達華                                 |                                       |
| 1985年 | 時來運轉              | 阿德       |                    | 元彪、林正英、馮粹帆、李麗麗                                           |                                       |
| 1985年 | 花仔多情              |            |                    | 譚詠麟                                                                 |                                       |
| 1985年 | 醜小鴨                |            |                    |                                                                        |                                       |
| 1985年 | 何必有我              | ERIC       |                    |                                                                        |                                       |
| 1985年 | 殭屍先生              |            | 策劃               |                                                                        |                                       |
| 1985年 | 老友鬼鬼              |            | 策劃               | 王青、岑建勳、古嘉露                                                   |                                       |
| 1985年 | 女人心                | 邱福生     |                    |                                                                        |                                       |
| 1986年 | 富貴列車              | 竹波       |                    | 林正英、元彪、鍾鎮濤                                                   |                                       |
| 1986年 | 小生獻醜              |            | 導演               |                                                                        |                                       |
| 1986年 | 兩公婆八條心          | 淑嫻       | 導演               | 余安安、古嘉露                                                         | 【龍的種】之篇                        |
| 1986年 | 最佳福星              | 羅漢果     | 出品人、導演、故事 | 洪金寶、馮粹帆、吳耀漢、苗僑偉                                         |                                       |
| 1987年 | 精裝追女仔            | 吳準少     |                    | 周潤發、陳百祥、馮粹帆、張曼玉、蔣麗萍、翁世傑、張敏                   | 片名台譯：福星假期 角色台譯：不好笑   |
| 1987年 | 富貴逼人              | 笑口祖     |                    | 董驃、沈殿霞、陳奕詩、李麗珍、關佩琳、姜大衛                           | 角色台譯：開口笑                      |
| 1987年 | 開心勿語              | 曾灶財     | 導演、策劃         | 梅艷芳、柏安妮、陳加玲、袁潔瑩、黃衍濛、草蜢、吳君如、成奎安           |                                       |
| 1987年 | 橫財三千萬            |            |                    | 鄭浩南、麥嘉、林青霞、徐小鳳、 梁韻蕊、王青、劉家良                    |                                       |
| 1987年 | 肝膽相照              |            | 故事               |                                                                        |                                       |
| 1987年 | 最後勝利              | 阿雄       |                    |                                                                        |                                       |
| 1987年 | 龍兄虎弟              |            | 導演               |                                                                        |                                       |
| 1987年 | 七年之癢              |            |                    |                                                                        |                                       |
| 1987年 | 金燕子                |            | 監製               |                                                                        |                                       |
| 1987年 | 最後一戰              |            | 策劃               |                                                                        |                                       |
| 1987年 | 小生夢驚魂            | 曾小偉     | 策劃               | 苗僑偉、朱寶意、周潤發、梅艷芳                                         |                                       |
| 1987年 | 用愛捉伊人            |            | 導演               |                                                                        |                                       |
| 1987年 | 先生騙鬼              | 張得志     |                    | 傅娟、廖峻、鄭進一                                                     |                                       |
| 1987年 | 大頭兵                | 曾子偉     | 編劇、導演         | 胡瓜、廖峻、顧寶明、張小燕、澎澎、陶大偉                               |                                       |
| 1987年 | 大頭兵出摰            | 曾子偉     | 編劇、導演         | 胡瓜、廖峻、顧寶明、張小燕、澎澎、豬哥亮、陶大偉                       |                                       |
| 1988年 | 精裝追女仔II          | 吳準少     |                    | 劉德華、陳百祥、馮粹帆、劉嘉玲、李美鳳、顏寧、盧海鵬、王晶             | 片名台譯：電視台有難 角色台譯：不好笑 |
| 1988年 | 公子多情              | 高佬偉     |                    | 周潤發、梅艷芳、成奎安、王青、 李美鳳、利智、吳君如、元華              | 角色台譯：長腳                        |
| 1988年 | 求愛敢死隊            | 譚冠倫     |                    | 林俊賢、馮淬帆、王晶、吳君如、 邱淑貞、張曼玉、李美鳳、陳雅倫          | 角色台譯：譚宇倫／痰盂                |
| 1988年 | 好女十八嫁            | Joe        |                    | 鍾楚紅、杜麗莎、午馬                                                   | 角色台譯：小高                        |
| 1988年 | 雙肥臨門              | 武得高     |                    |                                                                        |                                       |
| 1988年 | 記得當時年紀小        |            |                    |                                                                        |                                       |
| 1988年 | 龍虎智多星            |            |                    |                                                                        |                                       |
| 1988年 | 金裝大酒店            | 志偉       |                    | 鍾楚紅、夏文汐 张学友 叶童 王祖贤                                      |                                       |
| 1988年 | 驚魂今晚夜            |            |                    |                                                                        |                                       |
| 1988年 | 新阿里巴巴            | 阿里媽媽   |                    | 楊林、齊秦 胖三 金塗 素珠                                              |                                       |
| 1988年 | 繼續跳舞              |            |                    |                                                                        |                                       |
| 1988年 | 婚外情                | 曾彼得     |                    |                                                                        |                                       |
| 1988年 | 報告典獄長            | 小馬       | 導演               | 廖峻、胡瓜、張菲、陳松勇、澎恰恰、卓勝利、檢場、鄭進一、顧寶明、倪敏然 |                                       |
| 1988年 | 我愛太空人            |            |                    |                                                                        |                                       |
| 1988年 | 皇家師姐III之雌雄大盜 |            |                    |                                                                        |                                       |
| 1988年 | 中國最後一個太監      |            | 策劃               |                                                                        |                                       |
| 1988年 | 群龍奪寶              |            | 策劃               |                                                                        | 片名台譯：獵犬神槍老狐狸              |
| 1988年 | 雪在燒                |            | 策劃               |                                                                        |                                       |
| 1988年 | 女子監獄              |            | 出品人             |                                                                        |                                       |
| 1989年 | 吃一碗茶              |            |                    |                                                                        |                                       |
| 1989年 | 再見王老五            | 皮蛋友人   | 客串               | 鄭丹瑞、鍾鎮濤                                                         |                                       |
| 1989年 | 花心夢中人            |            | 策劃               |                                                                        |                                       |
| 1989年 | 神行太保              | 報社總編輯 | 出品人             |                                                                        |                                       |
| 1989年 | 潘金蓮之前世今生      |            |                    | 林俊賢、王祖賢                                                         |                                       |
| 1989年 | 福星闖江湖            | 羅漢果     | 策劃               | 馮粹帆、吳耀漢、苗僑偉、盧海鵬、劉嘉玲、曹達華、唐麗球、王青           |                                       |
| 1989年 | 返老還童              | 保齡球     | 導演、監製         | 林俊賢、呂良偉、許冠英、陳百祥、陳雅倫、童玲、林建明、蔣志光           |                                       |
| 1989年 | 富貴再三逼人          | 笑口祖     |                    | 董驃、沈殿霞、陳奕詩、盧冠廷、李麗珍、關佩琳                           | 角色台譯：開口笑                      |
| 1989年 | 八寶奇兵              |            |                    | 邱淑貞、馮粹帆、吳君如、錢小豪、石天、成奎安、廖偉雄、張耀揚           | 台譯：龍蛇馬羊猴雞狗                  |
| 1989年 | 福星臨門              | 梅艷江     |                    | 張學友、林敏驄、劉嘉玲、陳奕詩、吳君如、曹查理                         |                                       |
| 1989年 | 群龍戲鳳              | 茶樓廚師   | 客串               |                                                                        |                                       |
| 1989年 | 小人物                | 曾小氣     |                    |                                                                        |                                       |
| 1989年 | 小小小警察            | 李志堅     | 導演、監製、主演   |                                                                        | 台譯：小警察                          |

### 電影（1990年代）
| 年 份  | 片 名                      | 角 色                          | 職 務              | 合 作 演 員                                                    | 備 註                    |
| 1990年 | 安樂戰場                   | 阿卜                           | 導演、監製         | 温碧霞、南燕、鄧碧雲、黄光亮                                   |                          |
| 1990年 | 驅魔警察                   |                                | 出品人             |                                                                |                          |
| 1990年 | 愛在別鄉的季節             |                                | 出品人             |                                                                |                          |
| 1990年 | 川島芳子                   |                                | 出品人             |                                                                |                          |
| 1990年 | 最佳賊拍檔                 | 監製                           |                    |                                                                |                          |
| 1990年 | 奇兵                       |                                |                    |                                                                |                          |
| 1990年 | 老婆，你好野！             |                                |                    |                                                                |                          |
| 1990年 | 咖喱辣椒                   | 拾仔                           |                    | 張學友、周星馳、柯受良                                         | 角色台譯：小十           |
| 1990年 | 笑星撞地球                 |                                | 監製               | 廖偉雄、胡大為、林敏驄                                         |                          |
| 1990年 | 富貴兵團                   | 飛行員                         | 策劃               | 劉德華、譚詠麟、苗僑偉、莫少聰、林俊賢、惠天賜、林國斌         |                          |
| 1991年 | 驚天12小時                 | 肥波                           | 監製               | 劉德華、譚詠麟、梁家仁                                         |                          |
| 1991年 | 五福星撞鬼                 | 羅漢果                         |                    | 洪金寶、馮粹帆、吳耀漢、秦祥林、陳百祥、胡惠中、呂少玲         |                          |
| 1991年 | 大頭兵上戰場 - 雜牌軍      | 阿偉                           |                    | 廖峻、澎澎、張小燕、胡瓜、顧寶明、庹宗華、呂琇菱               |                          |
| 1991年 | 豪門夜宴                   | 曾小智                         | 編劇               | 鄭裕玲、洪金寶、张学友，吳耀漢、梁朝偉、林子祥、關之琳、梁家輝 |                          |
| 1991年 | 雙城故事                   | 志偉                           | 監製、策劃         | 譚詠麟、張曼玉、柯受良                                         |                          |
| 1991年 | 極道追                     |                                | 策劃               |                                                                |                          |
| 1991年 | 五虎將之決裂               |                                | 導演               | 劉德華、梁朝偉、黃日華、苗僑偉、湯鎮業、梁家仁                 | 台譯：金牌五虎將         |
| 1991年 | 反斗馬騮                   | 劉德華、梁朝偉、徐少強、陳勳奇 | 導演               | 台譯：黑衣部隊之手足情深                                       |                          |
| 1991年 | Yes一族                    |                                | 出品人             |                                                                |                          |
| 1992年 | 九月初九之重見天日         | 葛長壽                         |                    | 倪星、傅儷人、鍾發、陳龍、狄威、沈海蓉、張靜如、馮粹帆         | 台譯：羞羞鬼             |
| 1992年 | 亞飛與亞基                 | 波哥                           | 出品人             | 梁朝偉、張學友                                                 |                          |
| 1992年 | 雙龍會                     |                                |                    |                                                                |                          |
| 1992年 | 絕代雙驕                   |                                | 導演               |                                                                |                          |
| 1992年 | 買起曼克頓                 | 監製                           |                    |                                                                |                          |
| 1992年 | 黃飛鴻笑傳                 | 豬肉榮                         |                    | 譚詠麟、吳孟達、毛舜筠、任達華、梁家輝、陳加玲                 |                          |
| 1993年 | 黃飛鴻對黃飛鴻             | 豬肉榮                         |                    | 譚詠麟、吳孟達、毛舜筠、鄭裕玲、黃秋生                         |                          |
| 1993年 | 芝士火腿                   | 火腿                           |                    | 張衛健、王祖賢、吳孟達、張敏                                   |                          |
| 1993年 | 一屋哨牙鬼                 | 姜啤                           | 導演               | 林志穎、張衛健、吳君如、朱茵、江欣燕、梁家仁、周文健           | 台譯：小心黑夜           |
| 1993年 | 走佬威龍                   |                                |                    |                                                                |                          |
| 1993年 | 記得...香蕉成熟時          | 楊巨庭                         |                    |                                                                |                          |
| 1993年 | 女兒當自強                 |                                |                    |                                                                |                          |
| 1993年 | 93街頭霸王                 |                                | 策劃               |                                                                |                          |
| 1993年 | 記得當年年紀小             |                                |                    |                                                                |                          |
| 1993年 | 月光少年                   |                                |                    | 王啟讚、倪淑君、陸元琪                                         |                          |
| 1993年 | 末路狂花                   |                                |                    |                                                                |                          |
| 1993年 | 午夜驚心                   |                                | 監製               |                                                                |                          |
| 1993年 | 風塵三俠                   |                                | 出品人             |                                                                |                          |
| 1993年 | 搶錢夫妻                   |                                | 出品人             |                                                                |                          |
| 1993年 | 新難兄難弟                 |                                | 出品人             |                                                                |                          |
| 1994年 | 金枝玉葉                   |                                | 出品人             |                                                                |                          |
| 1994年 | 醉拳II                     |                                | 監製               |                                                                |                          |
| 1994年 | 播種情人                   |                                | 出品人             |                                                                |                          |
| 1994年 | 晚9朝5                     |                                | 出品人             |                                                                |                          |
| 1994年 | 至尊賭皇之千王爭霸戰       | 奶媽                           |                    | 鄭伊健、梁朝偉、梁家輝、吳君如、麥家琪、陳加玲                 | 台譯：神龍賭聖之旗開得勝 |
| 1994年 | 記得香蕉成熟時2： 初戀情人 | 杨巨廷                         |                    |                                                                |                          |
| 1994年 | 神探Power之問米追凶        | 陶三姑                         |                    |                                                                |                          |
| 1995年 | 歡樂時光                   |                                | 出品人             |                                                                |                          |
| 1995年 | 救世神棍                   |                                | 出品人             |                                                                |                          |
| 1995年 | 流氓醫生                   |                                | 出品人             |                                                                |                          |
| 1996年 | 甜蜜蜜                     | 豹哥                           | 出品人             |                                                                |                          |
| 1996年 | 嬷嬷帆帆                   |                                | 出品人             |                                                                |                          |
| 1996年 | 天涯海角                   |                                | 出品人             |                                                                |                          |
| 1996年 | 運財五福星                 | 羅漢果                         | 監製               | 洪金寶、馮粹帆、吳耀漢、苗僑偉、葉芳華、曹達華、宮雪花         |                          |
| 1996年 | 運財智叻星                 | 曾志偉                         | 客串               | 陳百祥、梅豔芳、程東                                           |                          |
| 1996年 | 金枝玉葉II                 |                                | 出品人、副導演     |                                                                |                          |
| 1996年 | 四個32A和一個香蕉少年      |                                | 出品人、導演、監製 |                                                                |                          |
| 1997年 | 熱血最強                   |                                |                    |                                                                |                          |
| 1997年 | 完全結婚手冊               |                                | 監製               |                                                                |                          |
| 1997年 | 自梳                       |                                | 監製               |                                                                |                          |
| 1997年 | 最後判決                   |                                |                    |                                                                |                          |
| 1997年 | 記得香蕉成熟時3： 為你鍾情 |                                |                    |                                                                |                          |
| 1998年 | 愈快樂愈墮落               | 唐先生                         |                    | 邱淑贞、陈锦鸿、吴君如                                         |                          |
| 1998年 | 殺手之王                   | 鱷佬                           |                    | 李連杰、梁詠琪、任達華                                         |                          |
| 1998年 | 安娜瑪德蓮娜               |                                |                    |                                                                |                          |
| 1998年 | 偉哥的故事                 |                                |                    |                                                                |                          |
| 1998年 | 不夜城                     |                                |                    |                                                                |                          |
| 1999年 | 電影鴨                     | 陳果新                         |                    |                                                                |                          |
| 1999年 | 星願                       | 珍寶珠                         |                    |                                                                |                          |
| 1999年 | 半支煙                     | 下山豹                         |                    | 謝霆鋒、陳慧琳                                                 |                          |
| 1999年 | 特警新人類                 | 聰明叔                         |                    | 謝霆鋒、馮德倫、李燦森、葉佩雯                                 |                          |
| 1999年 | 天旋地戀                   |                                |                    |                                                                |                          |
| 1999年 | 梁婆婆重出江湖             | 伟哥（香港黑社会）             | 赏面演出（新加坡） | 梁志强、李国煌、程旭辉、邓萃雯                                 |                          |

### 電影（2000年代）
| 年 份  | 片 名                      | 角 色                              | 職 務        | 合 作 演 員 | 備 註 |
| 2000年 | 江湖告急                   | 阿卓                               |              | |       |
| 2000年 | 辣椒教室                   |                                    |              | |       |
| 2000年 | 防守反擊                   |                                    |              | |       |
| 2000年 | 小親親                     |                                    |              | 陈慧琳、郭富城 |       |
| 2001年 | 知法犯法                   | 任擎天                             |              | 吳彥祖、關秀媚 |       |
| 2001年 | 初戀拿喳麵                 |                                    |              | 周俊偉、楊丞琳 |       |
| 2001年 | 廢柴同盟                   |                                    |              | |       |
| 2001年 | 狗仔大佬                   |                                    |              | |       |
| 2001年 | 房東老爸                   |                                    |              | |       |
| 2001年 | 特務迷城                   |                                    |              | 成龍 |       |
| 2002年 | 慳錢家族                   | 韋大漢                             |              | 鄭裕玲、楊千嬅、陳奕迅                                                                                                  |       |
| 2002年 | 陰陽路十五之客似魂來       | 牛叔                               |              | 羅蘭、梁漢文 |       |
| 2002年 | 橫行霸盜                   |                                    |              | |       |
| 2002年 | 金雞                       | 尹仁邦（粵語版）/ 姚仁邦（國語版） | 出品人       | 吳君如 |       |
| 2002年 | 見鬼                       |                                    | 出品人       | |       |
| 2002年 | 三更                       | 陳國偉                             | 出品人       | 黎明 |       |
| 2002年 | 無間道                     | 韓琛                               |              | 劉德華、梁朝偉、陈慧琳、郑秀文                                                                                          |       |
| 2003年 | 無間道II                   | 韓琛                               |              | 陳冠希、余文樂、刘嘉玲、黃秋生                                                                                          |       |
| 2003年 | 無間道III：終極無間        | 韓琛                               |              | 劉德華、梁朝偉、黎明、陳道明、陳慧琳                                                                                    |       |
| 2003年 | 金雞2                      |                                    | 執行監製     | 吴君如、刘德华、張學友、杜汶澤                                                                                          |       |
| 2003年 | 大丈夫                     | 郭天祐                             | 監製         | 陳小春、杜汶澤、梁家輝、毛舜筠                                                                                          |       |
| 2003年 | 龍咁威2003                 | 丁鐵                               |              | |       |
| 2003年 | 非典人生                   |                                    |              | |       |
| 2003年 | 福伯                       |                                    |              | |       |
| 2003年 | 老夫子動畫大電影：反斗神探 | 大蕃薯                             | 配音         | |       |
| 2003年 | 1:99電影行動               |                                    |              | |       |
| 2004年 | 江湖                       |                                    | 監製         | 张学友、刘德华 |       |
| 2004年 | 我的大舊父母               | 康而壽                             |              | |       |
| 2004年 | 恋爱大赢家                 |                                    | 监制         | 林志颖、刘亦菲、许绍洋、杨恭如                                                                                          |       |
| 2004年 | 這個阿爸真爆炸             | 洪爺                               |              | 梁家輝 |       |
| 2004年 | 精装追女仔2004             | 曾琛                               |              | 陳百祥、余安安、余文樂、林子聰、馮粹帆、杜汶澤、黃浩然、苗僑偉、張國強、湯鎮業 、莫少聰、林曉峰、韓君婷、黃泆潼、黃婉伶 |       |
| 2004年 | 赤子拳王                   |                                    | 出品人       | |       |
| 2004年 | 見鬼2                      |                                    | 出品人       | |       |
| 2004年 | 餃子                       |                                    | 出品人       | 杨千嬅、梁家辉、白灵 |       |
| 2004年 | 三岔口                     | 才叔                               |              | 郭富城、鄭伊健、罗嘉良、李心洁、吴彦祖、宁静                                                                            |       |
| 2005年 | 後備甜心                   | 謝成                               | 總監製、主演 | 鄭伊健、林嘉欣、許紹雄、錢嘉樂                                                                                          |       |
| 2005年 | 黑白戰場                   | 龍老四                             |              | 余文樂、關秀媚、黃伊汶、林雪、張耀揚                                                                                    |       |
| 2005年 | 早熟                       |                                    |              | 房祖名、薛凱琪、毛舜筠、黃秋生、余安安、姜大衛                                                                          |       |
| 2005年 | 阿嫂                       |                                    |              | 林嘉欣、劉心悠、任達華、黃秋生、方中信                                                                                  |       |
| 2005年 | 美麗酒吧                   |                                    |              | |       |
| 2005年 | 魔幻賭船                   |                                    |              | |       |
| 2005年 | 如果·愛                    |                                    |              | 张学友、周迅、金城武 |       |
| 2005年 | 見鬼10                     |                                    | 出品人       | |       |
| 2005年 | 任長霞                     | 牛東                               |              | |       |
| 2005年 | 一石二鳥                   |                                    | 策劃         | |       |
| 2006年 | 春田花花同學會             |                                    |              | |       |
| 2006年 | 天亮以後不分手             |                                    | 導演、監製   | |       |
| 2006年 | 東京審判                   | 和田正夫                           |              | 朱孝天、林熙蕾、刘松仁、英达、曾江、谢君豪、刘威葳                                                                      |       |
| 2006年 | 大丈夫2                    | 郭天佑                             | 出品人       | |       |
| 2006年 | 父子                       |                                    | 出品人       | |       |
| 2006年 | 臥虎                       | 雞精                               |              | 苗僑偉、余文樂、陳小春、張智霖、吳鎮宇                                                                                  |       |
| 2006年 | 野·良犬                    | 阿叉                               | 執行監製     | |       |
| 2006年 | 新街口                     |                                    |              | |       |
| 2006年 | 大電影之數百億             |                                    | 監製         | |       |
| 2007年 | 戲王之王                   |                                    |              | |       |
| 2007年 | 七擒七縱七色狼             | 譚冠希                             | 監製         | 林家棟、王祖藍、張兆輝、錢嘉樂、林子善、陳百祥、孟瑤、童愛玲、梁敏儀、趙彤、陳文靜、王子涵、貝安琪                      |       |
| 2007年 | 棒子老虎雞                 |                                    |              | |       |
| 2007年 | 那個傻瓜愛過你             |                                    |              | |       |
| 2007年 | 出埃及記                   |                                    |              | 任達華、劉心悠、張家輝、溫碧霞、邵美琪、余安安、林家棟、詹瑞文                                                          |       |
| 2007年 | 神槍手與智多星             | 鍾勝一 神槍手                      |              | 吳鎮宇、黃秋生、唐嫣、方力申、吳慶哲、劉洋、劉園園、趙彤、馬樹超                                                        |       |
| 2007年 | 魔術男                     |                                    | 出品人、監製 | |       |
| 2007年 | 生日快樂                   |                                    | 出品人、監製 | 古天乐、刘若英 |       |
| 2008年 | 功夫灌籃                   | 立叔                               |              | 周杰倫、蔡卓妍、陳柏霖、陳楚河                                                                                          |       |
| 2008年 | 鬥茶                       | 陸羽                               | 特別客串     | |       |
| 2008年 | 六樓后座2家屬謝禮          | 萬生                               |              | 江若琳、農夫、I Love You Boyz、田原、羅仲謙                                                                             |       |
| 2008年 | 秘岸                       |                                    |              | |       |
| 2008年 | 青苔                       |                                    |              | |       |
| 2008年 | 鴻運高照                   |                                    |              | |       |
| 2008年 | 烈日當空                   |                                    | 監製         | |       |
| 2008年 | 江山美人                   |                                    | 出品人       | 黎明、甄子丹、陳慧琳、郭曉冬、寇振海                                                                                    |       |
| 2008年 | 九降風                     | 阿彥之父                           | 出品人、監製 | 鳳小岳、初家晴、張捷、邱翊橙                                                                                            |       |
| 2009年 | 機器俠                     | 林祥                               |              | 孙俪、方力申、胡軍、鄭中基、吳京                                                                                        |       |
| 2009年 | 親密                       | 趙醫生                             | 客串         | 郑伊健、林嘉欣 |       |
| 2009年 | 建國大業                   |                                    |              | 唐国强、张国立、邬君梅、葛优、陈道明、姜文、陈坤、陈好、黄圣依等                                                        |       |
| 2009年 | 十月圍城                   | 史密夫                             |              | 王学圻、甄子丹、谢霆锋、李宇春、梁家辉、黎明、范冰冰、周韵、任達華、胡軍、王柏傑、張涵予、張學友                        |       |
| 2009年 | Laughing Gor之變節         | 福 爺                              |              | 謝天華、黃秋生、吳鎮宇、黃日華、陳法拉、黎耀祥                                                                          |       |
| 2009年 | 霓虹心                     | Mr Chang                           |              | Pernilla Auguest、Ludwig Palmell、黃河、Britta Andersson、阿Ken、蔡振南、姚坤君                                         |       |
| 2009年 | 刺陵                       | 排 骨                              |              | 周杰倫、林志玲、陳道明                                                                                                  |       |

### 電影（2010年代）
| 年 份  | 片 名                  | 角 色                 | 職 務      | 合 作 演 員                                                                        | 備 註                        |
| 2010年 | 72家租客 (72 Tenants of Prosperity)            | 哈 公                 | 導演、監製 | 袁詠儀、张学友、黃宗澤、鄧麗欣、王祖藍、鍾嘉欣等                                   |                              |
| 2010年 | 大笑江湖 (Laughing Rivers and Lakes)            | 捕快（大內高手）      | 演員       | 吳宗憲 、趙本山、林熙蕾等                                                          |                              |
| 2010年 | 越光寶盒 (Just Another Pandora's Box)            | 諸葛亮                |            | 鄭中基、孫儷、方力申、樊少皇等                                                     |                              |
| 2010年 | 七小羅漢 (Seven Arhat)            | 休休大師              |            |                                                                                    |                              |
| 2010年 | 舞動忍者 ()            | Papasan               |            | 盧卡斯·格拉貝爾                                                                    |                              |
| 2011年 | 我愛香港開心萬歲       | 鄭瑞龍（托水龍）      | 導演、監製 | 梁家輝、吳君如、林欣彤、陳法拉、李治廷、王祖藍、阮兆祥、李思捷等                   |                              |
| 2011年 | 建党偉業 (Beginning of the Great Revival)            | 《大公報》記者        | 演員       |                                                                                    |                              |
| 2011年 | 画壁 (Mural)                | 高僧不動              | 演員       | 鄧超、孫儷、閆妮、鄒兆龍等                                                         |                              |
| 2011年 | 戀人絮語 (Lover's Discourse)            | 黎生                  | 演員       | 陳奕迅、林嘉欣、謝安琪、陳偉霆、陳潔儀等                                           |                              |
| 2011年 | 殺手歐陽盆栽 (The Killer Who Never Kills)        | 騙神                  | 監製       | 蕭敬騰、周秀娜、蔡淑臻、黃立成、馬念先、林辰唏、趙正平、納豆、張國柱等             |                              |
| 2011年 | 勁抽福祿壽 (The Fortune Buddies)          | 凯琪父                | 演員       | 王祖藍、阮兆祥、李思捷                                                             |                              |
| 2011年 | 戀夏，戀夏，戀戀下 (Summer Love Love)  | 旅行社老闆            | 演員       | 方力申、敖犬、徐智勇、江若琳、張馨予、劉羽琦、楊焉                                 |                              |
| 2011年 | 猛男滾死隊 (Men Suddenly In Love)          | 吳郁仁                | 演員       | 杜汶澤、詹瑞文、王晶                                                               |                              |
| 2011年 | 賽車傳奇               | 嚴嘉駿                | 演員       | 蘇見信、竇驍、張鈞甯、王柏傑                                                       |                              |
| 2012年 | 2012我愛HK 喜上加囍 (I Love Hong Kong 2012) | 姚明                  | 導演、監製 | 毛舜筠、黃宗澤、何韻詩、馮淬帆、邵音音、蘇永康、麥長青、陸 永、張馨予等            |                              |
| 2012年 | 嫁個一百分男人 (Marrying Mr Perfect)      | 大哥                  | 演員       | 鄭中基、杜汶澤、梁詠琪、吳君如                                                     |                              |
| 2012年 | 神通鄉巴佬 (Jack Of All Traces)          | 朱月坡                | 演員       | 王寶強                                                                             |                              |
| 2013年 | 2013我愛HK 恭囍發財 (I Love Hong Kong 2013) | 天使                  | 導演、監製 | 譚詠麟、陳百祥、葉玉卿、馮淬帆、黃宗澤、謝天華、徐子珊                             |                              |
| 2013年 | 笑功震武林 (Princess and Seven KungFu Masters)          | 花天娇                | 演員       | 鄭中基、吳君如、王祖藍、洪金寶等                                                   |                              |
| 2013年 | 葉問：終極一戰 (Ip Man: The Final Fight)      | 吳忠                  | 演員       |                                                                                    |                              |
| 2013年 | 天台 (RooFToP)                | 波爺                  | 演員       | 周杰倫、鍾鎮濤、李心艾、柯有倫、林暐恆、林郁智                                     |                              |
| 2013年 | 光輝歲月 (7 Assassins)            | 貓老闆                | 演員       | 梁詠琪、黃日華                                                                     |                              |
| 2013年 | 瑪德2號 (Saving Mother Robot)             | 雜誌社老闆            | 演員       | 黃曉明、徐若瑄、九孔、楊謹華、楊冪                                                 |                              |
| 2014年 | 六福喜事 (Hello Babies)            | 楊偉                  | 演員       | 黃百鳴、吳君如、鄭中基、薛凱琪、吳千語等                                           |                              |
| 2014年 | 盜馬記                 | 尚環                  | 演員       | 陳慧琳、鄭伊健、梁家輝、王祖藍                                                     |                              |
| 2014年 | 香港仔                 | 邱健章                | 演員       | 古天樂、楊千嬅、梁詠琪、吳孟達、吳家麗                                             |                              |
| 2014年 | 激浪青春               |                       | 演員       | 陳喬恩、黃曉明                                                                     |                              |
| 2015年 | 浮華宴                 | 裘明                  | 演員       | 古天乐、毛舜筠、张翰、林家栋、周秀娜、黄百鸣                                       | 又名:神探駕到                |
| 2015年 | 賭城風雲II             |                       | 演員       |                                                                                    |                              |
| 2015年 | 麻雀王                 | 麻將天尊              | 演員       | 杜汶澤、葉璇、卢海鹏、李国煌、王敏奕、朱咪咪、莫小玲、天心、朱咪咪、邵音音、陈凯旋 |                              |
| 2015年 | 吉星高照2015           | 老豆                  | 演員       | 王祖藍、陳嘉樺、Lollipop@F(小煜、威廉、阿緯)                                       |                              |
| 2015年 | 何以笙箫默             | 林董                  | 演員       | 黃曉明、楊冪                                                                       |                              |
| 2015年 | 煎饼侠                 | 他自己                | 演員       |                                                                                    |                              |
| 2015年 | 捉妖記                 | 竹高                  | 演員       | 白百何、井柏然、姜武、吳君如                                                       |                              |
| 2015年 | 萬萬沒想到：西遊篇     | 土地公公              | 演員       |                                                                                    |                              |
| 2016年 | 大尾鱸鰻2              | 黑幫老大              | 演員       | 豬哥亮、楊祐寧、郭采潔                                                             |                              |
| 2016年 | 刑警兄弟               | 聞常開                | 監製、演員 | 黃宗澤、金剛                                                                       |                              |
| 2016年 | 打開我天空             |                       | 演員       | 恬妞                                                                               | 麥曦茵執導、單元故事《青春》 |
| 2016年 | 絕地逃亡               | 白志勇                | 演員       | 成龍                                                                               |                              |
| 2016年 | 一念無明               | 黃大海                | 演員       | 余文樂                                                                             |                              |
| 2017年 | 健忘村                 | 石剥皮                | 演員       | 舒淇、楊祐寧、王千源、張孝全                                                       |                              |
| 2017年 | 功夫瑜伽               | 建華                  | 演員       |                                                                                    |                              |
| 2017年 | 救殭清道夫             | 李sir                 | 演員       |                                                                                    |                              |
| 2017年 | 東北往事之破馬張飛     | 吴港生                | 演員       | 贾乃亮                                                                             |                              |
| 2017年 | 俠盜聯盟               | 金刚                  | 演員       | 劉德華、舒淇、楊祐寧                                                               |                              |
| 2017年 | 这就是命               | 鲨鱼                  | 監製、演員 | 王迅                                                                               |                              |
| 2018年 | 英雄本色2018           | 獄中大哥              | 演員       |                                                                                    |                              |
| 2018年 | 捉妖記2                | 竹高                  | 演員       | 白百何、井柏然、吳君如                                                             |                              |
| 2018年 | 新烏龍院之笑闹江湖     | 爆哥                  | 演員       |                                                                                    |                              |
| 2018年 | 機甲核心               | 鶴狩鳴                | 演員       |                                                                                    | 網絡電影                     |
| 2018年 | 黃金兄弟               | 曹sir                 | 監製、演員 | 鄭伊健、陳小春、林曉峰、謝天華、錢嘉樂                                             |                              |
| 2018年 | 媽閣是座城             | 老尚                  | 演員       | 白百何                                                                             |                              |
| 2019年 | 朝花夕拾．芳華絕代     | -                     | 顧問       |                                                                                    |                              |
| 2019年 | 你咪理，我愛你！       | 志強爸爸/遇見真愛評判 | 監製、演員 |                                                                                    |                              |
| 2019年 | 猪八戒·传说            | 猪八戒                | 演員       |                                                                                    |                              |
| 2019年 | 聖人大盜               | 林明衍                | 監製、演員 | 曹晏豪、曾之喬、賴雅妍、高英軒、侯彥西                                             |                              |
| 2020年 | 狐踪谍影               | 莫泰                  | 演員       |                                                                                    |                              |

### 電影（2020年代）
| 年 份  | 片 名              | 角 色            | 職 務      | 合 作 演 員                                                | 備 註    |
| 2021年 | 绝对忠诚之国家利益 | 曹迪             | 演員       | 印小天                                                     | 網絡電影 |
| 2021年 | 總是有愛在隔離     | 「格尼酒店」住客 | 演員       |                                                            |          |
| 2021年 | 陽光劫匪           | 劉神奇           | 演員       |                                                            |          |
| 2021年 | 測謊人             | -                | 監製       |                                                            |          |
| 2021年 | 紧急营救           | 姥爷             | 演員       |                                                            |          |
| 2022年 | 掃黑行動           | 安亦明           | 演員       |                                                            |          |
| 2023年 | 全城風暴           | 張英勇           | 演員       | 王嵛                                                       | 網絡電影 |
| 2024年 | 無間毒票           | 院長             | 演員       | 呂良偉                                                     | 網絡電影 |
| 2024年 | 黑白潛行           | 豹哥             | 演員       | 安志杰                                                     | 網路電影 |
| 2024年 | 出租家人           | 葉志光           | 監製、演員 | 陳家樂、周家怡、恬妞、楊千攸、石修、許靖韻、方力申、劉美娟 |          |
| 2024年 | 异形寄生：起源     | 魏博士           | 演員       |                                                            | 網路電影 |
| 2024年 | 多想和你再見一面   | 燊记             | 演員       |                                                            |          |
| 2025年 | 半斤百兩           |                  | 顧問、演員 |                                                            |          |
| 2025年 | 黑白潛行2          | 宋老板           | 演員       | 安志杰                                                     | 網路電影 |
| 待上映 | 黄金甲             |                  | 監製、演員 |                                                            |          |

## 電視剧
| 年 份  | 片 名                                      | 角 色           | 合 作 | 備 註                                  |
| 1992年 | 《卡拉屋企》                               | 劉德華/劉兆基   | 吳鎮宇、李婉華、楚原、 盧宛茵、鄭敬基、 秦煌                                                             | （客串於第66-71集出場）                |
| 1996年 | 《新上海灘》                               | 蘇初五          | 鄭少秋、鄭裕玲、羅嘉良、陳松伶、梁小冰、羅家英、譚耀文等                                                 |                                        |
| 1999年 | 《鏡花緣傳奇》                             | 多九公 楊桃小仙 | | 於2005年華娛衛視首播                   |
| 2002年 | 《齊天大聖孫悟空》                         | 菩提老祖        | 張衛健、蔡卓妍、鍾欣桐、葛民輝 梁漢文、林志穎、徐懷鈺、徐熙媛等                                          | 台灣首播-中視 八大                     |
| 2003年 | 《少年大欽差》                             | 和珅            | 吳孟達、舒暢、張默、小叮噹、蓋麗麗                                                                       |                                        |
| 2006年 | 《浪擊天涯》                               | -               | |                                        |
| 2008年 | 《這裡發現愛》                             | 隆哥            | 包小柏、王傳一、周渝民、朱孝天、陳妍希、關穎 林美秀、顧寶明、季芹、況明潔、吳建豪                        | 客串 台灣首播-華視                     |
| 2009年 | 《熊貓人》                                 | 潘達之父        | 周杰倫、詹宇豪、宋健彰、江語晨、唐嫣、九孔、王月、黃俊郎、余文樂、言承旭、潘瑋柏、方文山、劉畊宏、袁詠琳 | 客串 台灣首播-華視 總導演：周杰倫      |
| 2013年 | 《金田一少年之事件簿香港九龍財寶殺人事件》 | 王龍            | 山田涼介、川口春奈、有岡大貴、吳尊、勝利、桐谷健太、徐若瑄                                               | 日本首播-日本電視台                    |
| 2014年 | 《女人俱樂部》                             | 曾志偉          | 陳慧珊、李若彤、李麗珍、袁潔瑩、葉蘊儀、張慧儀、江欣燕、吳啟華、鄭敬基、苗金鳳、岑麗香                   | 客串/特别演出 為該劇監製陳維冠         |
| 2014年 | 《我的青春高八度》                         | -               | | 中國大陸浙江衛視首播                   |
| 2016年 | 《饮食男女》                               | 高深            | | 客串(第19集) 中國大陸首播              |
| 2016年 | 《十宗罪》                                 | 梁教授          | | 網絡劇 為該劇監製                      |
| 2016年 | 《無間道》                                 | 韓琛            | 羅嘉良                                                                                                   | 客串 愛奇藝、寰亞傳媒製作 網劇 (第1集) |
| 2017年 | 《网红猎人》                               | 何琛            | | 網絡劇 為該劇總監製 中國大陸首播       |
| 2017年 | 《择天记》                                 | 计道人(商行舟)  | | 客串 中國大陸首播                      |
| 2021年 | 《大飯店傳奇》                             | 一眉道長        | | 網絡劇 2017年拍攝                      |

## 電視節目主持及演出

### 香港
- 1983、1989、2000-03、2006、2009、2012-13年 香港電影金像奬頒奬典禮
- 1991年 華東水災籌款節目
- 2008年 演藝界512關愛行動大匯演

### 香港亞洲電視
- 開心主流派
- 開心主流派1991
- 眾至成城為公益
- 曾志偉騷足一晚

### 香港無綫電視
- 歡樂今宵
- 1989、1992-2006、2008-14、2016、2018年 歡樂滿東華（主持）
- 1992年 娛樂反斗星（主持）
- 1992-98、2000、2002、2006 國際華裔小姐競選（主持）
- 1992-2012年 香港小姐競選（主持）
- 1993年 娛樂北斗星（主持）
- 1993-94、97-98、2000-15、2017年 萬千星輝賀台慶（主持）
- 1994年 開心番埋嚟（主持）
- 1995-2014、2022-2023年 獎門人系列（主持）
- 1996年 超級無敵之旅（主持）
- 1998年 永安中國遊 吃喝玩樂在廣東（主持）
- 1998-2002、2005-09、2011-12年 十大勁歌金曲頒獎典禮（主持）
- 2006年 向世界出發 之「汶萊篇——國王與我」
- 2007-09、2012-14、2017年 國際中華小姐競選（主持）
- 2009年 慈善星輝仁濟夜（演出）
- 2009年 博愛無敵獎門人（主持）
- 2009年 TVB 512再展關懷（演出）
- 2010年 演藝界情繫玉樹關愛行動大匯演（主持）
- 2010年 2010 TVB最受歡迎廣告頒獎典禮（主持）
- 2011年 愛心無國界311燭光晚會（主持）
- 2011-12年 星光熠熠耀保良（主持）
- 2012年 五覺大戰（嘉賓）
- 2013年 志在高興 志偉大派對（主持）
- 2013年 開心果永遠欣想妳演唱會（主持）
- 2013年 FIFA洲際國家盃2013 - 開幕森巴嘉年華
- 2016年 Sunday好戲王（嘉賓）
- 2016年 善心滿載仁愛堂（嘉賓）
- 2016年 我愛香港（主持）
- 2017年 最佳拍檔（嘉賓）
- 2017年 汪明荃50周年世紀盛宴（主持）
- 2017年 我愛EYT（主持）
- 2018年 吉祥金犬耀保良（主持）
- 2022年 講你都唔信（主持）
- 2023年 2023香港小姐競選 終極面試（評審）
- 2023年 獎門人Happy Summer感謝祭（主持）
- 2023年 日本限定Super遊（主持）
- 2023年 獎門人開心Party感謝祭（主持）
- 2023年 獎門人秋季感謝祭（主持）
- 2023年 獎門人Halloween感謝祭（主持）
- 2023年 獎門人台慶感謝祭（主持）
- 2023年 亞洲超星團（節目組出品人、節目召集人）
- 2024年 獎門人新春感謝祭（主持）
- 2024年 獎門人春節感謝祭（主持）
- 2024年 獎門人Happy Easter感謝祭（主持）

### 香港ViuTV
- Good Night Show 全民睇波派對
- 2018 FIFA世界盃™

### 台灣
- 台視 《我愛彩虹》（和鳳飛飛合作，第一集特別主持人）
- 中視 第23屆金馬獎頒奬典禮
- 台視 第48屆金馬獎頒奬典禮
- 緯來電視網《夜市王》（評審）

### 中国大陸
- 央視真人秀《来吧灰姑娘》
- 深圳卫视真人秀《极速前进2》
- 浙江卫视真人秀《绿茵继承者》
- 浙江卫视《王牌对王牌》第三期、第四期
- 央視 春節聯歡晚會

## 音乐
- 1982年：反斗群星新艺城：日夜陪伴你（电影《专撬墙脚》插曲）、爱在春天里
- 1989年：冇有線电台（与林敏骢合作，唱片）
- 1990年：春天大全盒、冇有线电台新频道、The Featles（与林敏骢合作）
- 1994年：顺德人民冇有线卫星广播电台（与林敏骢合作）
- 1995年：洁厕洁厕洗厕所（综艺节目《超级无敌奖门人》插曲，原曲為美國歌手佩蒂·拉貝爾1975年歌曲《Lady Marmalade》）

出席嘉賓
2021年8月12、13日，聲夢傅奇15位學員的演唱會。（第一場）（第四場）

## 曾演出電視廣告
- 添美洗衣粉
- （台灣）老子有錢Online
- （中國大陸）麥當勞廣告客串（資料來源：youtube）
- （中國大陸）徐福记糖果
- （台灣）華上食品實業股份有限公司「大漢豆腐」
- 奇華月餅
- 奧麗維亞機頂盒
- 壽桃牌
- 葡萄適

## 獎項

### 萬千星輝頒獎典禮
| 年份   | 頒獎典禮               | 獎項                             | 節目               | 結果 |
| 1998年 | 1998年度萬千星輝賀台慶 | 本年度我最喜愛的拍檔（非戲劇組） | 《天下無敵獎門人》 | 獲獎 |
| 1999年 | 1999年度萬千星輝賀台慶 | 本年度我最喜愛的拍檔（非戲劇組） | 《驚天動地獎門人》 | 獲獎 |
| 2001年 | 2001年度萬千星輝賀台慶 | 本年度我最喜愛的拍檔（非戲劇組） | 《宇宙無敵獎門人》 | 獲獎 |
| 2004年 | 2004年度萬千星輝賀台慶 | 本年度我最喜愛的拍檔（非戲劇組） | 《繼續無敵獎門人》 | 獲獎 |
| 2009年 | 萬千星輝頒獎典禮2009   | 最佳節目主持                     | 《鐵甲無敵獎門人》 | 獲獎 |

### 香港電影金像獎
| 年份   | 頒獎典禮             | 獎項       | 影片             | 角色      | 結果 |
| ------ | -------------------- | ---------- | ---------------- | --------- | ---- |
| 1988年 | 第7屆香港電影金像獎  | 最佳男主角 | 《最後勝利》     | 阿雄      | 提名 |
| 1989年 | 第8屆香港電影金像獎  | 最佳男配角 | 《我愛太空人》   | June 丈夫 | 提名 |
| 1992年 | 第11屆香港電影金像獎 | 最佳男主角 | 《雙城故事》     | 志偉      | 獲獎 |
| 1997年 | 第16屆香港電影金像獎 | 最佳男配角 | 《甜蜜蜜》       | 豹哥      | 獲獎 |
| 1998年 | 第17屆香港電影金像獎 | 最佳男配角 | 《熱血最強》     | LuLu      | 提名 |
| 1999年 | 第18屆香港電影金像獎 | 最佳男配角 | 《愈快樂愈墮落》 | 唐先生    | 提名 |
| 2000年 | 第19屆香港電影金像獎 | 最佳男主角 | 《半支煙》       | 下山豹    | 提名 |
| 2003年 | 第22屆香港電影金像獎 | 最佳男配角 | 《無間道》       | 韓琛      | 提名 |
| 2017年 | 第36屆香港電影金像獎 | 最佳男配角 | 《一念無明》     | 黃大海    | 獲獎 |

### 香港電影金紫荊獎
| 年份   | 頒獎典禮              | 獎項       | 影片       | 角色 | 結果 |
| ------ | --------------------- | ---------- | ---------- | ---- | ---- |
| 1997年 | 第2屆香港電影金紫荊獎 | 最佳男配角 | 《甜蜜蜜》 | 豹哥 | 獲獎 |

### 金馬獎
| 年份   | 頒獎典禮     | 獎項       | 影片             | 角色   | 結果 |
| ------ | ------------ | ---------- | ---------------- | ------ | ---- |
| 1997年 | 第34屆金馬獎 | 最佳男配角 | 《甜蜜蜜》       | 豹哥   | 提名 |
| 1998年 | 第35屆金馬獎 | 最佳男配角 | 《愈快樂愈墮落》 | 唐先生 | 獲獎 |
| 2016年 | 第53屆金馬獎 | 最佳男配角 | 《一念無明》     | 黃大海 | 提名 |

### 長春電影節
| 年份   | 頒獎典禮            | 獎項       | 影片     | 角色 | 結果 |
| ------ | ------------------- | ---------- | -------- | ---- | ---- |
| 2006年 | 第8屆中國長春電影節 | 最佳男配角 | 《早熟》 | 方父 | 獲獎 |

### 澳門國際電影節
| 年份   | 頒獎典禮            | 獎項               | 影片         | 角色 | 結果 |
| ------ | ------------------- | ------------------ | ------------ | ---- | ---- |
| 2011年 | 第3屆澳門國際電影節 | 金蓮花獎最佳男配角 | 《英雄喋血》 | 李凖 | 提名 |

### 明報周刊
| 年份   | 頒獎典禮             | 獎項             | 結果 |
| ------ | -------------------- | ---------------- | ---- |
| 2009年 | 明報周刊演藝動力大獎 | 明報周刊致敬大獎 | 獲獎 |

### 馬來西亞金環獎
| 年份   | 頒獎典禮            | 獎項        | 影片         | 角色 | 結果 |
| ------ | ------------------- | ----------- | ------------ | ---- | ---- |
| 2017年 | 第1屆馬來西亞金環獎 | {最佳男演員 | 《一念無明》 |      | 獲獎 |

## 相關
- 曾启荣
- 獎門人電視遊戲節目系列遊戲列表
- 無綫電視人員列表

## 外部連結
- 曾志偉的Facebook專頁
- 曾志偉獎門人 新浪微博（页面存档备份，存于）
- 曾志偉 TVB廣播[]
- 曾志偉 騰訊微博（页面存档备份，存于）
- 曾志偉在互联网电影资料库（IMDb）上的資料（英文）
- 曾志偉在香港影庫上的簡介
- 曾志偉在豆瓣上的资料（简体中文）
- 曾志偉在时光网上的簡介（简体中文）